# 小行星1058
小行星1058（1058 Grubba）是一颗围绕太阳公转的小行星。1925年6月22日，格里戈里·沙因在克里米亚发现了此天体。
該小行星以愛爾蘭光學工程師霍華德·格魯布命名。
这颗小行星的绝对星等为11.90等。